# Maus – Die Geschichte eines Überlebenden
Maus. Die Geschichte eines Überlebenden (Originaltitel: Maus. A Survivor's Tale) ist ein Comic von Art Spiegelman, der schwarz-weiß im Stil eines Undergroundcomics die Geschichte seines Vaters, eines Auschwitzüberlebenden, und seiner Mutter erzählt und nebenbei eigene Reaktionen festhält. Das erste Buch Mein Vater kotzt Geschichte aus erschien 1989 auf Deutsch. Das Original My Father Bleeds History war nach und nach in Spiegelman/Moulys Avantgarde-Comic-Magazin RAW erschienen und 1986 bei Pantheon als Buch. Der zweite Band Und hier begann mein Unglück (And Here My Troubles Began) erschien 1991.
Der Comic wurde von der Kritik hoch gelobt und gilt bis heute als eine der ambitioniertesten und besten Graphic Novels.

## Form und Handlung
Die zentrale Figur der Geschichte ist Spiegelmans Vater Wladek (1906–1982), ein Holocaust-Überlebender. In zahlreichen Sitzungen erzählt der Vater seinem Sohn die Geschichte eines Überlebenden, wie das Buch im Untertitel auch heißt; der Comic thematisiert also sowohl den Holocaust als auch die schmerzhafte Erinnerung daran. Spiegelman bringt die vom Vater erzählte Geschichte zu Papier, nicht ohne auch auf die gegenwärtige Situation des erzählenden Vaters einzugehen, der sich zu einem eigenbrötlerischen, geizigen und dickköpfigen alten Mann entwickelt hat und trotz seiner Holocaust-Erfahrungen Schwarze diskriminiert. Auch das schwierige Verhältnis zwischen Sohn und Vater und der Suizid der Mutter werden als Themen aufgegriffen.
Die Geschichte wird als Fabel wiedergegeben: Dabei werden Juden als Mäuse, Deutsche als Katzen, US-Amerikaner als Hunde, Polen als Schweine (was zu Verbrennungen des Buches in Polen führte), Franzosen als Frösche, Schweden als Rentiere und Briten als Fische dargestellt. Wenn ein Charakter vorgibt, einer anderen Gruppe anzugehören, trägt er (symbolisch) eine Maske. Durch die Tiermetapher (und das Medium Comic) wahrt Spiegelman den Abstand zum erzählten Grauen:

“I need to show the events and memory of the Holocaust without showing them. I want to show the masking of these events in their representation.”

„Ich muss die Ereignisse und die Erinnerung des Holocaust zeigen, ohne sie zu zeigen. Ich will die Maskierung dieser Ereignisse in ihrer Darstellung zeigen.“

Zugleich reagiert diese Metapher auch auf die Tiermetaphern des Nationalsozialismus, insbesondere auf dessen auch filmisch wirksame Propaganda vom „jüdischen Ungeziefer“ sowie auf die Verwendung des Ungeziefervernichtungsmittels Zyklon B in den Gaskammern.

## Beschlagnahmung und Verbote
Ein 1990 für den Comic-Salon Erlangen hergestelltes Plakat für Maus – Die Geschichte eines Überlebenden wurde 1995 wegen angeblicher Nazi-Propaganda beschlagnahmt (Verwenden von Kennzeichen verfassungswidriger Organisationen, § 86a StGB). Das Plakat zeigte das gleiche Motiv wie das Cover des Comics, auf dem im Hintergrund ein großes Hakenkreuz zu sehen ist. Dieser Vorfall stand im Zusammenhang mit einem Verfahren gegen den Alpha Comic Verlag im selben Jahr, bei dem unter dem Vorwurf der Verbreitung pornografischer und gewaltverherrlichender Schriften bundesweit Buchhandlungen durchsucht wurden.
Im Januar 2022 wurde bekannt, dass eine Schulbehörde in McMinn County in Tennessee im Vorjahr einen Entschluss fasste, die Nutzung des Comics im Unterricht zu verbieten. Das zehnköpfige Gremium beschloss einstimmig, den Comic aus den Klassenzimmern zu verbannen, nachdem sie zunächst über eine Teilzensur diskutiert hatten. Grund für den Ausschluss des Comics aus den Lehrmaterialien waren wohl die Verwendung von Schimpfwörtern wie "God Damn" (verdammt) und das Bild einer nackten Toten.

## Ausgaben
- Maus – Die Geschichte eines Überlebenden. Übersetzung Christine Brinck, Josef Joffe. Rowohlt, Reinbek
  - Bd. 1. Mein Vater kotzt Geschichte aus, 1989; ISBN 3-498-06233-6. 5. Aufl. 2005, ISBN 3-499-22461-5
  - Bd. 2. Und hier begann mein Unglück, 1992; ISBN 3-498-06260-3. 4. Aufl. 2005, ISBN 3-499-22462-3
- Die vollständige Maus. Fischer, Frankfurt 2008. ISBN 978-3-596-18094-3
- Die vollständige Maus. Bundeszentrale für politische Bildung, 2010. ISBN 978-3-8389-0026-1
- The Complete Maus: A Survivor's Tale. Voyager, New York 1994. ISBN 1-55940-650-X (CD-ROM)

## Auszeichnungen
- 1990: Max-und-Moritz-Preis (Spezialpreis der Jury)[8]
- 1992: Pulitzer-Preis (Sonderpreis)[9]
- 1992: Eisner Award (Best Graphic Album-Reprint)[10]

## Dokumentation
- "Maus" oder die Hölle von Auschwitz – Der Kult-Comic von Art Spiegelman. Regie: Pauline Horovitz, ARTE F, Frankreich, 53 Minuten, 2024